# Kopaivabalsam

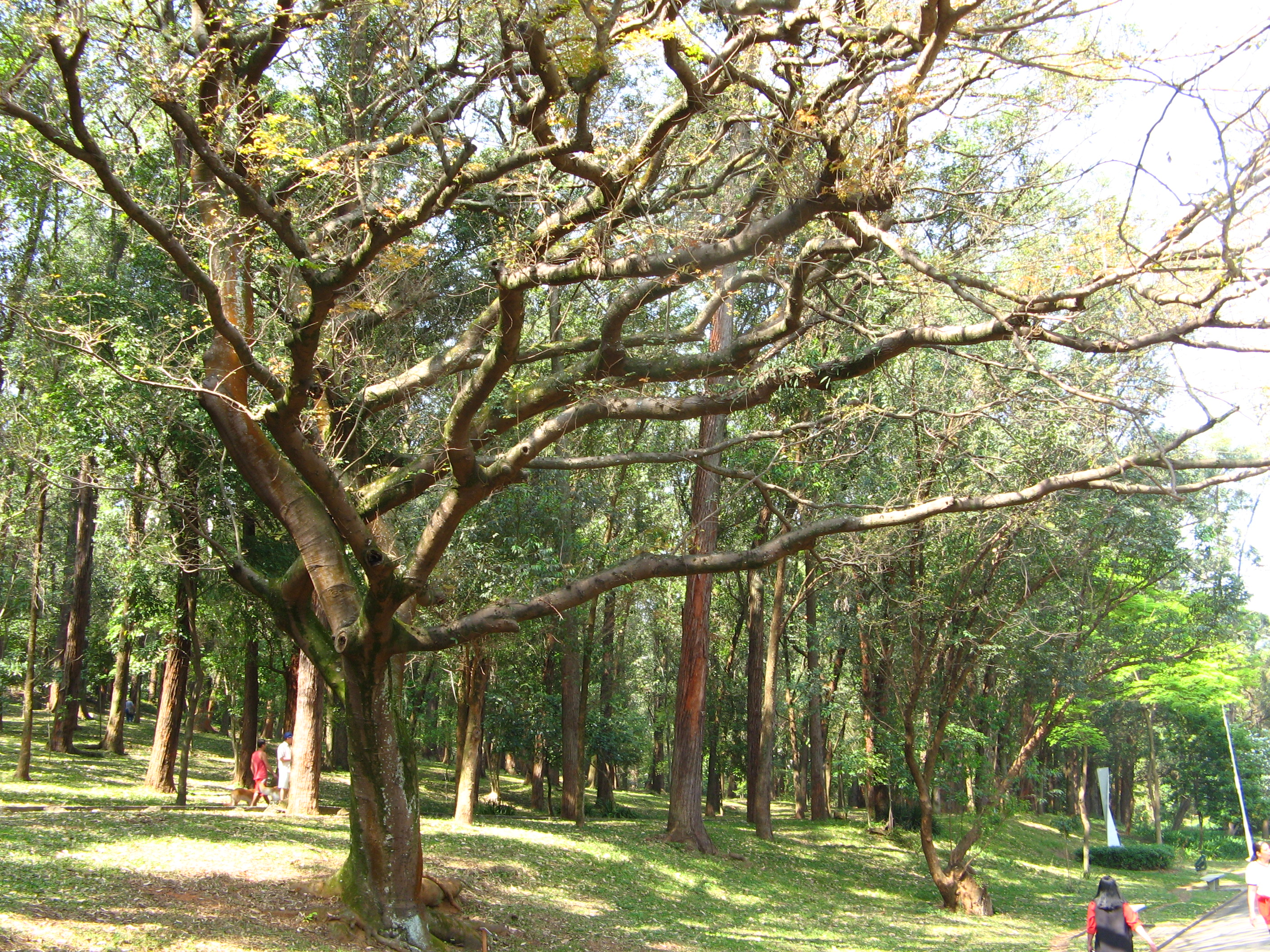
Copaifera langsdorfii i Brasilien

Kopaivabalsam, Balsamum copaiva, utvinns ur stammen av flera olika trädarter inom släktet Copaifera, hemmahörande i de tropiska delarna av Västindien och Sydamerika. Detta balsam förekommer i vida gångar och håligheter i stammen, där man efter håltagning kan tappa ut stora mängder ur ett enda träd (upp till ca 40 liter/år). Den största produktionen förekommer i Venezuela och Brasilien.

## Framställning och egenskaper
Den i handeln förekommande kopaivabalsamen består av en ganska tjockflytande, nästan färglös, gul eller ljust gulbrun vätska, som har en skarp, något bitter smak och en aromatisk lukt. Den är löslig i eter, etanol, bensin, bensen m.fl. ämnen, men nästan olöslig i vatten.
Balsamen består av en flyktig olja och harts, med avsevärt varierande oljehalt. Ur råmaterial från Para erhålls vid destillation ca 90 % kopaivaolja, medan balsam från Maracaibo endast lämnar ca 40 %.
Det efter destillationen återstående hartset består av en amorf, klar, spröd, gulbrun massa, som består av flera olika amorfa ämnen, samt en kristallinsk syra, kopaivasyra.
I handeln förekommer förfalskad kopaivabalsam och det vanligaste förfalskningsämnet är gurjunbalsam, men också feta oljor som ricinolja, mineralolja, paraffin, vaselin, terpentin och kolofonium används.

## Användning
Förutom till medicinskt bruk, som antiseptiskt medel, kan kopaiva användas för framställning av fernissor, oljefärg, transparent papper och vid målning.
Kopaiva är också intressant som en källa till biodiesel, på grund av hög avkastning på upp till 12 000 liter per hektar i odlingar.